# SPN-X
SPN-X (auch SPNX) war eine deutsche Punkband aus Cottbus, die sich nach dem Nummernschild des Schlagzeugers Thomas „Pupe“ Choinowski benannt hat.

## Bandgeschichte
Die Gründer Alexander Muth und Nico Geisler, die sich beide in der Schule kennengelernt hatten, starteten im Sommer 1995 vorerst die Band ERM (Ein Rasantes Musik). PUPE lernten sie kennen, als sie von einem Bekannten erfuhren, dass in einer Neubauwohnung ständig jemand die Nachbarn mit Schlagzeugübungen nervte.
Die nun komplette Band spielte das erste Jahr ausschließlich im Proberaum im Hause von Muths Eltern. 1996 folgten die ersten Demoaufnahmen im Cottbuser Theater. Die ersten Auftritte wurden gespielt und 1997 nahm die Band ihr erstes Album „Nachrichten aus Arschland“ auf. Auf dem Album befinden sich unter anderem einige politische Titel wie „Bullenmord und Anarchie“, „Antinazilied“ und „Heike M.“. Vermutlich auf Grund der schlechten Qualität und durch die fehlende Struktur hinter der Band wurde die Aufnahme aber nie ein kommerzieller Erfolg. Nach weiteren Auftritten und ständigem „Gitarre- und Basstauschens“ zwischen Muth und Geisler trat Michael Schlottke der Band bei, welcher bereits vorher mit seiner Band „Jungle of Freedom“ lokale Berühmtheit erlangt hatte.
1998 benannte sich die Band nach dem Nummernschild von Bandmitglied Thomas Choinowski in SPN-X um. SPN ist das Kfz-Kennzeichen des Cottbus umgebenden Landkreises Spree-Neiße.
Die Band gewann 2000 das Finale des f6 Music Awards und erhielt als Preis eine Single-Veröffentlichung mit BMG Berlin. Es erschien eine Coverversion von Nenas Lied „Nur geträumt“ in Zusammenarbeit mit Tim Sander und Micha Krabbe, die Platz 57 in den deutschen Singlecharts erreichte. Das Lied befindet sich außerdem auf dem Soundtrack zum Film Wie Feuer und Flamme. Die Gruppe tauchte daraufhin mehrfach in der Jugendzeitschrift Bravo auf, die sie in ihrem Lied „Bravopunk“ verhöhnen.
Der Erfolg der Band bewog die Plattenfirma ein Album zu veröffentlichen. Hierfür ging die Band für zwei Monate in das Kölner Studio Heart Beat und produzierte im Herbst 2001 gemeinsam mit Wolfgang Stach („stackman“) das erste SPN-X Album, welches nach dem ursprünglichen Bandnamen „Ein Rasantes Musik“ benannt wurde. Das Album wurde von der Presse sehr unterschiedlich bewertet. So würdigte der Metal Hammer die Fähigkeiten der Band mit der Höchstnote, während die Visions sie in ihrer Rezension mehrfach beleidigte. Infolgedessen entstand der Kultsong „How low can a punk get“ welcher den gleichen Namen wie der Artikel von Visionsredakteur Dirk Siepe erhielt. Außerdem schickte SPN-X ein Paket an die Visions-Redaktion. Enthalten war eine blaue Plastikwanne mit einer Ausgabe der Zeitschrift und abgefüllter Kot der Bandmitglieder. Die Vorbereitung des Paketes und der Versand wurde auf Video festgehalten und auf der Homepage der Band veröffentlicht.
2002 nahm SPN-X am Eurovision-Song-Contest-Vorentscheid in der Ostseehalle in Kiel teil. Dort traten sie mit „Bravopunk“ unter anderem gegen die Kelly Family und Bernhard Brink an. Mit dem Ziel den letzten Platz zu belegen und auf Grund schlechten Benehmens ausgeschlossen zu werden erreichte die Band am Ende den siebten Platz von insgesamt 15 Teilnehmern.
Durch die Freundschaft mit Udo Lindenberg spielte die Band mehrere Konzerte gemeinsam mit ihm, so auch die Tour „Mut gegen Rechte Gewalt“. Es folgten Auftritte beim Taubertal-Festival beim Wiesenfestival und mehrere Deutschland und Österreich Tourneen.
2004 steuerte die Band sechs Titel zum Film „Die Nacht der lebenden Loser“ bei, unter anderem eine Coverversion von Michael Jacksons „Thriller“. Außerdem kam das Album „Guten Tag, mein Name ist Thomas“ in den Handel, welches die Band gemeinsam mit dem Hamburger Management „Hidden Force“ selbst produzierte. Nachdem man sich auch von diesem Management getrennt hatte (bereits das dritte) erklärte Bandmitbegründer Muth seinen Ausstieg um Elektrotechnik zu studieren. Für ihn trat der langjährige Roadie Roy Check der Band bei. Muth versprach allerdings die Band weiter zu begleiten und auch weiterhin für sie zu texten.
Das dritte Studioalbum Zurück in die Hände der Affen erschien am 22. Mai und wurde ausschließlich von der Band selbst über ihre Homepage verkauft.
Am 21. Dezember 2009 gab die Band bekannt, dass sie sich bis auf weiteres und für unbestimmte Zeit trennen werde.
Am 17. April 2015 erschien unter dem neuen Bandnamen "Sonnbrand" das Album "S".

## Diskografie
Alben
- Nachrichten aus Arschland, 1997 (Demo-CD als „ERM“)
- Ein rasantes Musik, 2001 (BMG Berlin mit Wolfgang Stach produziert)
- Guten Tag, mein Name ist Thomas, 2004 (SPN-X, BigD, 2004)
- Zurück in die Hände der Affen, 2009 (produziert von Dirk Burke und SPN-X in den Lakeside Studios)

Singles
- Nur Geträumt, 2001
- Bravopunk, 2002

## Auszeichnungen
- 1999: f6 Music Award